# 桃京里信号場
桃京里信号場（トギョンニしんごうじょう）または桃京里駅（トギョンニえき）は、大韓民国江原特別自治道三陟市にある韓国鉄道公社 (KORAIL) 嶺東線の駅である。

## 歴史
- 1940年7月31日：開業。
- 2008年3月10日：旅客取扱中止。

## 隣の駅
韓国鉄道公社
嶺東線
新基駅 - (上鼎信号場) - (未老駅) - 桃京里信号場 - 東海駅